# Anthony Delaplace
Anthony Delaplace (* 11. September 1989 in Valognes) ist ein französischer Straßenradrennfahrer.

## Sportliche Karriere
Delaplace fuhr im Jahr 2007 für den AS Tourlaville etwa zwanzig Kilometer nördlich seiner Heimatstadt Valognes in der Basse-Normandie. Als Mitglied dieser Mannschaft gewann er 2007 die Französischen Meisterschaften im Straßenrennen der Juniorenklasse. Ein Jahr darauf wechselte er zur Super Sport 35-Association cycliste de Noyal-Châtillon (Super Sport 35-ACNC) von Stéphane Heulot, der 2009 die Mannschaft Besson Chaussures-Sojasun gründete. Dort war Delaplace ab dem 1. August 2009 Stagiaire und wurde zu Saisonbeginn 2010 regulär unter Vertrag genommen, die Mannschaft fuhr unter der Bezeichnung Saur-Sojasun.
Seinen ersten internationalen Erfolg erzielte Delaplace in der Saison 2010, als er die dritte Etappe der Tour de l’Avenir für sich entschied. In der Folgesaison folgte seine erste Tour-de-France-Teilnahme, die er als jüngster angetretener Fahrer auf dem 135. Platz beendete. Danach konnte Delaplace noch die Polynormande gewinnen und damit den ersten Sieg für sein Team erringen. Bei der Étoile de Bessèges 2012 und der Tour de Limousin 2013 gewann er jeweils die Nachwuchswertung. Daneben erzielte er weitere Spitzenplatzierungen, unter anderem verpasste er als Etappenzweiter auf der ersten Etappe der Katalonien-Rundfahrt 2012 nur knapp einen Sieg auf der UCI WorldTour.
Nach Auflösung des Team Saur-Sojasun wurde Delaplace zur Saison 2014 Mitglied im damaligen Team Bretagne-Séché Environnement, für das er aktuell (Stand 2023) immer noch fährt. 2017 gewann Delaplace für das Team eine Etappe und die Gesamtwertung der Tour de Normandie sowie gemeinsam mit Pierre-Luc Périchon das Duo Normand. Nach vier sieglosen Jahren erzielte er in der Saison 2022 mit dem Gewinn von Paris-Camembert seinen vorerst letzten Sieg.

## Erfolge
2007
- Französischer Meister – Straßenrennen (Junioren)

2010
- eine Etappe Tour de l’Avenir

2011
- Polynormande

2012
- Nachwuchswertung Étoile de Bessèges

2013
- Nachwuchswertung Tour du Limousin

2017
- Gesamtwertung und eine Etappe Tour de Normandie
- Duo Normand (mit Pierre-Luc Périchon)

2018
- Bergwertung Boucles de la Mayenne

2022
- Paris-Camembert

## Grand Tour-Platzierungen
| Grand Tour            | 2011 | 2012 | 2013 | 2014 | 2015 | 2016 | 2017 | 2018 | 2019 | 2020 | 2021 | 2022 | 2023 | 2024 |
| --------------------- | ---- | ---- | ---- | ---- | ---- | ---- | ---- | ---- | ---- | ---- | ---- | ---- | ---- | ---- |
| Giro d’ItaliaGiro     | –    | –    | –    | –    | –    | –    | –    | –    | –    | –    | –    | –    | –    | –    |
| Tour de FranceTour    | 135  | DNF  | 89   | 78   | 203  | 90   | –    | –    | 90   | 90   | DNF  | –    | 68   | –    |
| Vuelta a EspañaVuelta | –    | –    | –    | –    | –    | –    | –    | –    | –    | –    | –    | DNF  | –    | –    |